# Cinclodes atacamensis
Cinclodes atacamensis là một loài chim trong họ Furnariidae.